# Estatuilla de Terpsícore de Dodona
La Terpsícore de Dodona (en griego: Τερψιχόρη της Δωδώνης) es una estatua griega de mármol a tamaño natural que representa a Terpsícore, la diosa griega de la danza, creada alrededor del siglo II a. C. La obra de arte helenístico fue descubierta en Epiro, en el noroeste de Grecia, y sacada ilegalmente del país a finales de los años noventa. Posteriormente pasó a formar parte de una preciada pieza de la colección de arte griego y romano antiguo del Museo Michael C. Carlos de Atlanta, Georgia, hasta que finalmente fue repatriada a Grecia a principios de 2024.
Actualmente se expone en Atenas durante un tiempo limitado y finalmente será devuelta a Epiro y expuesta allí.

## Historia
La estatuilla fue descubierta en el yacimiento de la antigua Dodona (a las afueras de Ioánina) en la región griega de Epiro durante unas excavaciones ilícitas en el año 1997;  El Ministerio de Cultura y Deportes griego fue alertado por un lugareño un par de años más tarde, pero tardó en actuar ya que la estatuilla se consideró erróneamente falsa. La noticia del supuesto origen falso de la estatuilla se difundió en el mercado negro, con lo que su precio y su valor percibido cayeron en picado.
No obstante, la estatuilla de Terpsícore fue adquirida por el Museo Michael C. Carlos de Atlanta, Estados Unidos, en 2002, junto con otros objetos de dudosa procedencia y legalidad. El museo la compró a un marchante neoyorquino llamado Robert Hecht, quien afirmó en su momento que él y su socio George Zakos la poseían desde 1974; el Carlos es uno de los varios museos estadounidenses criticados por exponer arte saqueado.
Los intentos oficiales del Estado griego para la repatriación de la Terpsícore comenzaron en 2007, aunque hasta 2020 los contactos informales entre ambas partes no registraron avances sustanciales. En las primeras etapas, el Museo Carlos mostró poca urgencia por resolver el asunto. En 2021, las conversaciones se reiniciaron de nuevo. Se utilizaron pruebas fotográficas para apoyar el caso griego. Se criticó al Ministerio griego por la lentitud con la que había actuado.
En abril de 2022, el expediente con toda la documentación y pruebas fue remitido a la Embajada de Grecia en Washington y, con la mediación del Cónsul de Grecia en Atlanta, se inició una nueva ronda de contactos entre los representantes. Finalmente, en junio de 2023, el Museo Carlos notificó al Ministerio de Asuntos Exteriores su intención de devolver la Terpsícore junto con dos objetos más a Grecia. Los tres artefactos fueron entregados a la ministra griega de Cultura y Deportes, la doctora Lina Mendoni, a finales de enero de 2024,tras dieciséis años de negociaciones.  Mendoni declaró que los objetos se expondrían en Atenas durante algún tiempo antes de ser devueltos a sus respectivas regiones; la estatuilla estará expuesta en la Mezquita de Fethiye, en el ágora romana de la ciudad, hasta el 31 de mayo de 2024.
Los otros dos objetos devueltos son un lárnax minoico de arcilla del siglo XIV a. C.,  con decoración de peces procedente de Creta y un fragmento de mármol de un hombre sentado procedente de un naiskos (relieve funerario) ático de finales del siglo IV a. C.

## Descripción
La estatuilla de mármol, que es más pequeña que el tamaño natural, representa una figura femenina joven identificada como la diosa Terpsícore apoyando su peso con el codo izquierdo en un tronco del árbol, está datada en el siglo II a. C., durante el periodo helenístico. Está hecha de mármol blanco, probablemente pario. Antes de su regreso a Grecia, la estatuilla había sido descrita como «uno de los mejores ejemplos de escultura helenística en los Estados Unidos».